# Sierndorf
Sierndorf is een gemeente in de Oostenrijkse deelstaat Neder-Oostenrijk, gelegen in het district Korneuburg (KO). De gemeente heeft ongeveer 3100 inwoners.

## Geografie
Sierndorf heeft een oppervlakte van 55,07 km². Het ligt in het noordoosten van het land, iets ten noorden van de hoofdstad Wenen en ten zuiden van de grens met Tsjechië.
Bisamberg · Enzersfeld im Weinviertel · Ernstbrunn · Großmugl · Großrußbach · Hagenbrunn · Harmannsdorf · Hausleiten · Korneuburg · Langenzersdorf · Leitzersdorf · Leobendorf · Niederhollabrunn · Rußbach · Sierndorf · Spillern · Stetteldorf am Wagram · Stetten · Stockerau
- Gemeinsame Normdatei: 4451208-9
- Library of Congress Control Number: n91041859
- Nationale Bibliotheek van Israël: 987007565234005171
- Virtual International Authority File: 149602977
- WorldCat: E39PCjwRQbcwBvtJdxCwD3qpmq